# (35256) 1996 DT1
1996 DT1 (asteroide 35256) é um asteroide da cintura principal. Possui uma excentricidade de 0.11655880 e uma inclinação de 12.52569º.
Este asteroide foi descoberto no dia 23 de fevereiro de 1996 por Visnjan em Visnjan.